# Bergarbeiterstreik von 1872
Der Bergarbeiterstreik im Ruhrgebiet vom 16. Juni bis zum 28. Juli 1872 gilt als einer der ersten Massenstreiks in der deutschen Geschichte.

## Vorgeschichte
Mit der Aufhebung des Direktionsprinzips im preußischen Bergbau bis 1865 war die staatliche Kontrolle auch der Arbeiterverhältnisse weggefallen. Die Zechenbesitzer bestimmten nun über Arbeitsbedingungen, Löhne und Arbeitszeit. Die damit einhergehenden Verschlechterungen trotz hoher Unternehmensgewinne riefen den Unmut der Bergleute hervor. Besonders die willkürliche Verlängerung der Schichtzeiten führte zu Protesten.
Wie aus den Zeiten des Direktionsprinzips gewohnt, wandten sich Bergleute zunächst mit Eingaben an das Oberbergamt. Als dies nichts änderte, unterschrieben 3350 Bergleute aus dem Revier Essen eine Petition an den „obersten Bergherrn“ Wilhelm I. Die Regierung gab an, nicht mehr zuständig zu sein.
Diese Ablehnung zeigte, dass die alten Formen der Interessenvertretung nicht mehr ausreichten. Vor diesem Hintergrund wurde der Streik zu einer möglichen Form der Interessendurchsetzung im Ruhrbergbau. Zu einem ersten erfolglosen Streik kam es, teilweise getragen vom ADAV, 1868. Danach spielten die parteinahen Arbeiterschaften der Berg- und Hüttenarbeiter im Ruhrgebiet keine nennenswerte Rolle mehr. Stattdessen fasste die christlich-soziale Bewegung Fuß.

## Verlauf
Im Mai und Juni 1872 fanden verschiedene Bergarbeiterversammlungen statt, die den Streik vorbereiteten. Ziel war es, eine Lohnerhöhung von 25 %, eine Verbilligung des Hausbrandes und eine Begrenzung der Arbeitszeit auf acht Stunden zu erreichen. Diese Forderungen kamen in Belegschaftsversammlungen zustande. Nach einem aus der Direktionszeit stammenden Brauch wurden von den Belegschaft Delegierte gewählt, die ein zentrales Komitee bildeten. Dieses unterbreitete die Forderungen den Unternehmern. Die Zechenbesitzer weigerten sich, wie auch in Zukunft bis in den Ersten Weltkrieg hinein, mit den Bergleuten zu verhandeln.
Dies machte die Arbeitsniederlegung unumgänglich. Der Streik wurde teilweise von den katholischen Knappenvereinen und sozial denkenden Geistlichen unterstützt. Eine gewerkschaftsähnliche Organisation bestand nicht. Die Führung hatte ein gewähltes Streikkomitee inne. Die Bergleute verhielten sich während des Streiks besonnen und diszipliniert. Einen parteipolitischen Einfluss lehnten sie ausdrücklich ab. An der Arbeitsniederlegung beteiligten sich etwa 21.000 Bergleute aus 40 Zechen, insbesondere in der Gegend von Essen, Gelsenkirchen, Oberhausen, Wattenscheid und Mülheim an der Ruhr.
Die Unternehmer waren im Verein für die bergbaulichen Interessen im Oberbergamtsbezirk Dortmund zusammengeschlossen und konnten so gemeinsam den Streikenden entgegentreten. Dabei wurden sie von den Behörden unterstützt. Ohne finanzielle Unterstützung verschlechterte sich die Lage der Streikenden. Die Streikteilnahme ließ nach. Infolgedessen mussten die Bergarbeiter nach etwa fünf Wochen den Streik erfolglos abbrechen.

## Folgen
Der Bergbau-Verein drängte in der Folge darauf, dass erst vor wenigen Jahren vom Staat eingeführte Koalitionsrecht zu beschränken. Auch sollten die Arbeitswilligen bei Streiks geschützt werden.
Die geeinte Front der Arbeitgeber ließ unter den Bergarbeitern den Wunsch nach einer gewerkschaftlichen Organisation wachsen. Kurze Zeit später wurde der Rheinisch-Westfälische Grubenarbeiterverband gegründet. Dieser folgte in seinen Statuten denen der Internationalen Gewerksgenossenschaften im Umfeld der SDAP. Teilweise wurden diese an die Besonderheiten im Bergbau angepasst. Die Organisation konnte nicht wirksam werden, weil die Behörden ihre Zustimmung verweigerten. Erst nach dem großen Bergarbeiterstreik von 1889 kam es zu einer Gewerkschaftsgründung.